# 尚侍家中納言

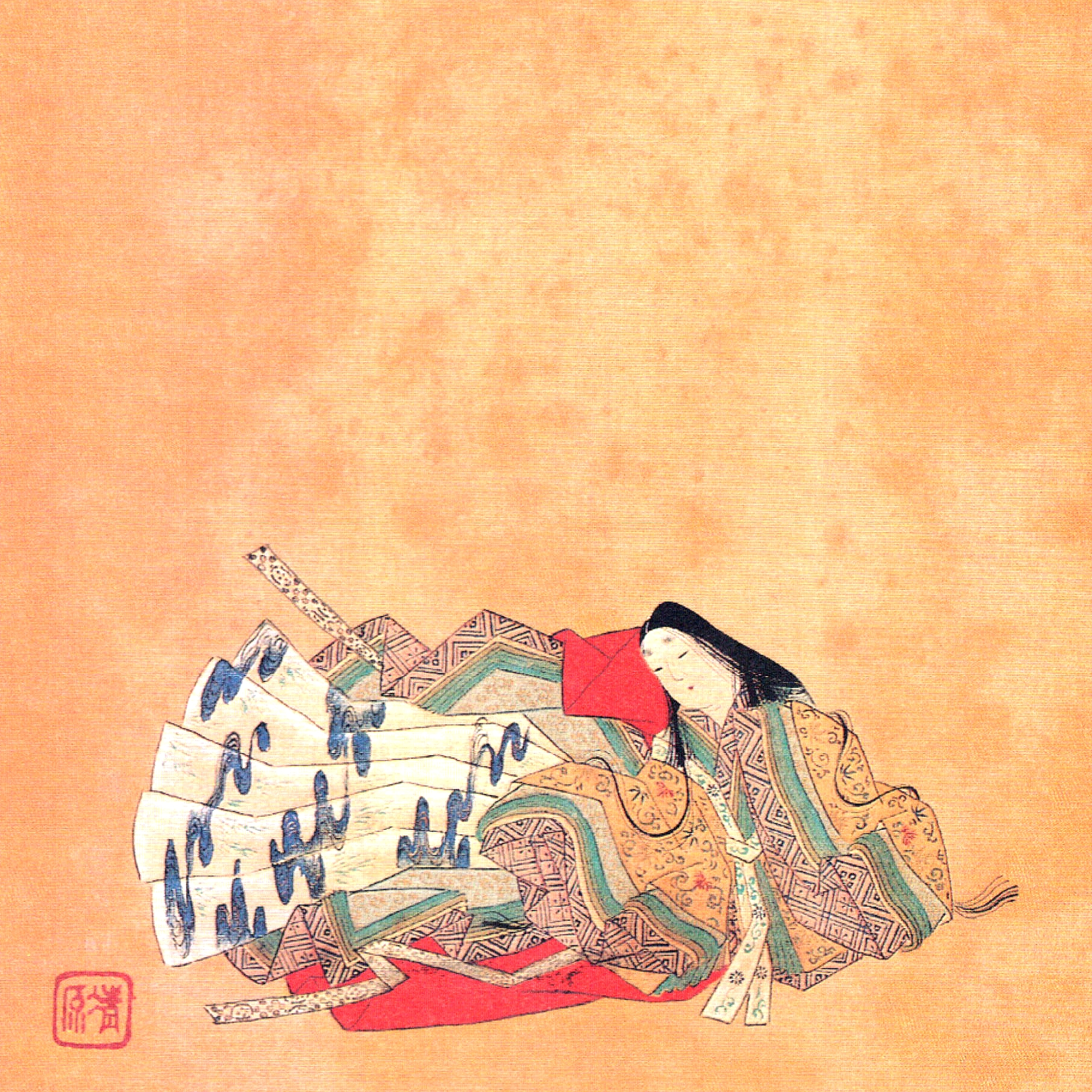
後嵯峨院中納言典侍 - 寛文年間 清原雪信

尚侍家中納言（ないしのかみけちゅうなごん、生没年不詳）は、鎌倉時代の女流歌人。女房三十六歌仙の一人。藤原北家高藤流右大弁藤原光俊（葉室光俊・法号真観）の娘、藤原親子（ふじわらのちかこ、または、ふじわらのしんし）。共に勅撰歌人である大僧都定円、鷹司院帥は兄弟姉妹。後嵯峨院中納言典侍（ごさがいんのちゅうなごんのてんじ）とも呼ばれた。

## 経歴
後嵯峨天皇の典侍として出仕、父光俊や正三位知家（藤原知家）らと共に、御子左派への対抗勢力を形成。『続後撰和歌集』以降の勅撰集、歌合等に作品を残している。1278年（弘安元年）の『弘安百首』を詠進しており、この時点で健在だったことがわかる。

## 逸話
- 知家をはじめとする六条藤家と父光俊らが中心となって催行し、「反御子左派の旗あげ」[1]とも言われる『春日若宮社歌合』に参加し、勝2持1の評価を得た。

## 作品
勅撰集
| 歌集名         | 作者名表記   | 歌数 | 歌集名         | 作者名表記       | 歌数 | 歌集名         | 作者名表記     | 歌数 |
| -------------- | ------------ | ---- | -------------- | ---------------- | ---- | -------------- | -------------- | ---- |
| 続後撰和歌集   | 尚侍家中納言 | 3    | 続古今和歌集   | 中納言           | 10   | 続拾遺和歌集   | 典侍親子朝臣   | 9    |
| 新後撰和歌集   | 典侍親子朝臣 | 6    | 玉葉和歌集     | 典侍藤原親子朝臣 | 1    | 続千載和歌集   | 典侍親子朝臣   | 2    |
| 続後拾遺和歌集 | 典侍親子朝臣 | 1    | 風雅和歌集     |                  |      | 新千載和歌集   | 典侍親子朝臣   | 1    |
| 新拾遺和歌集   | 典侍藤原親子 | 1    | 新後拾遺和歌集 |                  |      | 新続古今和歌集 | 後嵯峨院中納言 | 1    |

定数歌・歌合
| 名称               | 時期                  | 作者名表記   | 備考                     |
| ------------------ | --------------------- | ------------ | ------------------------ |
| 春日若宮社歌合     | 1246年（寛元4年）12月 | 尚侍家中納言 | 「中納言弟」と番い勝2持1 |
| 九月十三夜百首歌合 | 1256年（建長8年）     | 院中納言     |                          |
| 八月十五夜歌合     | 1265年（文永2年）     |              |                          |
| 弘安百首           | 1278年（弘安元年）    |              |                          |

私家集
- 家集は伝存しない。